# Дзюбівка (Прилуцький район)
Дзю́бівка — село в Україні, у Прилуцькому районі Чернігівської області. Входить до складу Ічнянської міської громади.

## Географія
Село Дзюбівка знаходиться на берегах річки Радківки, вище за течією на відстані 1 км розташоване село Августівка,
нижче за течією на відстані 1 км розташоване село Тишківка. Село оточене лісовим масивом.
На мапі 1869 року на місці майбутнього села -  х.Вискубайлів і х.Дюбін. На мапі РСЧА 1941  - також х. Вискубайлів(30 хат) і х.Дюбін(42 хати).